# Luchthaven Cà Mau
De luchthaven Cà Mau (Vietnamees: Sân bay Cà Mau) is een luchthaven ten zuiden van Cà Mau in de gelijknamige provincie, Vietnam. De luchthaven ligt 2 km van de binnenstad. In 2005 verwerkte het 24.000 passagiers.